# Ovladavanje jezikom
Ovladavanje jezikom ili usvajanje jezika proces je tijekom kojeg se stječu svijest o jeziku, sposobnost njegova razumijevanja te sposobnost komunikacije uporabom riječi i rečenica.
U ovladavanje jezikom uključene su strukture, pravila i prikazi. Kako bi se uspješno služila jezikom, osoba mora ovladati fonologijom, morfologijom, sintaksom, semantikom i većim dijelom fonda riječi. Jezik se može realizirati govorom ili gestama (kao u npr. znakovnim jezicima). Ljudska je sposobnost jezičnog izražavanja zastupljena u mozgu. Premda je ta sposobnost ograničena, ljudi mogu izgovoriti i razumjeti beskonačan broj rečenica, što se temelji na sintaktičkom principu rekurzije. Podaci pokazuju da je to moguće zahvaljujući trima rekurzivnim mehanizmima kojima se služi svaka osoba: relativizaciji, komplementaciji i koordinaciji.
Ovladavanje materinskim jezikom temelji se na dvama glavnim načelima: opažanje govora uvijek prethodi nastajanju govora, a sustav koji djetetu omogućuje stjecanje jezika postupno se razvija i počinje razlikovanjem zasebnih fonema.
Lingvisti koji se bave dječjim ovladavanjem jezikom godinama promišljaju o tome kako se usvaja jezik. Lidz, Waxman i Freedman sa Sjeverozapadnog sveučilišta u Illinoisu tvrde: „Pitanje kako se takve strukture stječu jasnije možemo shvatiti kao pitanje kako osoba koja uči jezik površinske strukture dane u jezičnome unosu pretvara u apstraktna jezična pravila i prikaze.”
Ovladavanje jezikom uglavnom se odnosi na usvajanje materinskoga jezika, proces stjecanja prvoga jezika u djece bez obzira na to odnosi li se na govoreni jezik ili znakovni jezik premda se može odnositi i na dvojezično usvajanje materinskoga jezika, proces istodobna ovladavanja dvama materinskim jezicima. Od toga se razlikuje usvajanje drugoga jezika, proces stjecanja drugih jezika u djece i odraslih osoba. K tomu, osobama čitanje i pisanje na stranom jeziku koji se služi posve drukčijim pismom dodatno otežava stjecanje pismenosti. Ovladavanje jezikom jedna je od temeljnih ljudskih sposobnosti.

## Povijest
Platon je među prvima promišljao o ovladavanju jezikom i smatrao je da je povezivanje riječi sa značenjem donekle urođena sposobnost. S druge strane, gramatičari koji su se bavili sanskrtom više od dvanaest stoljeća raspravljali su o tome je li sposobnost razumijevanja značenja riječi božji dar (tj. urođena) ili sposobnost koja se nasljeđuje od prethodnih naraštaja i uči na temelju već uspostavljenih konvencija: dijete nauči riječ krava tako što sluša pouzdane govornike koji pričaju o kravama.
Filozofe drevnih civilizacija zanimalo je kako ljudi stječu sposobnost razumijevanja jezika i korištenja njime mnogo prije razvitka empirijskih metoda za potvrđivanje i opovrgavanje teorija o tome, no uglavnom su ovladavanje jezikom smatrali podvrstom ljudske sposobnosti stjecanja znanja i razumijevanja koncepata.
Empiristi poput Thomasa Hobbesa i Johna Lockea tvrdili su da znanje (prema Lockeu i jezik) izvire iz apstrahiranih dojmova koji se stječu osjetilima. Takvi argumenti slijede pristup „odgoja”, tj. da se jezik stječe s pomoću osjetilnih iskustava, što je Rudolfa Carnapa potaknulo na to da razvije teoriju Aufbau, kojom je pokušao objasniti da se sve znanje usvaja na temelju osjetilnih podataka koji se potom „pamte kao slični” i povezuju u skupine, što se na kraju raspoređuje u jezik.
Zagovornici biheviorizma držali su da se jezik usvaja kao oblik operantnog uvjetovanja. B. F. Skinner u svojoj je knjizi Jezično ponašanje (1957.) izjavio da uspješna upotreba znaka, kao što je riječ ili leksem, uz dodatan poticaj jača njegovu „privremenu” ili kontekstualnu vjerojatnost. Budući da je operantno uvjetovanje ovisno o poticajima nagradama, dijete tako uči da određena kombinacija zvukova označava konkretnu stvar ili pojavu tako što ih više puta uspješno povezuje. „Uspješna” upotreba znaka jest ona zbog koje se dijete može razumjeti (npr. kad dijete kaže „keks” kad želi dobiti keks) i zbog čega za nagradu dobije željenu reakciju druge osobe, što djetetu ojačava razumijevanje značenja te riječi i zbog čega je vjerojatnije da će se u budućim sličnim okolnostima ponovno poslužiti tom riječju.
Skinnerovu je biheviorističku teoriju ovladavanja jezikom žestoko kritizirao Noam Chomsky u članku iz 1959. u kojem ju je nazvao „mitološkom” i „pravom zabludom”. Među argumentima protiv Skinnerove ideje o ovladavanju jezikom s pomoću operantnog uvjetovanja nalazi se činjenica da djeca u većini slučajeva ignoriraju odrasle kad im ispravljaju govor. Djeca uglavnom na početku ispravno upotrijebe nepravilne oblike riječi, zatim prave pogreške, a na kraju se vrate pravilnoj uporabi riječi. Primjerice, dijete prvo nauči riječ „bolji” (komparativ pridjeva „dobar”), a poslije upotrijebi oblik „dobriji”. Dijete će na kraju ponovno upotrijebiti ispravnu riječ („bolji”). Chomsky je izjavio da je taj obrazac teško povezati sa Skinnerovom idejom o operantnom uvjetovanju kao glavnu načinu na koji djeca usvajaju jezik jer nije vjerojatno da bi dijete naučilo pravilno rabiti određenu riječ i odjednom počelo rabiti njezin pogrešan oblik. Chomsky je zaključio da je Skinner propustio sintaktičkom znanju dati glavnu ulogu u oblikovanju jezične kompetencije. Također je odbacio termin „učenje”, kojim se Skinner poslužio kako bi izjavio da djeca „uče” jezik s pomoću operantnog uvjetovanja. Chomsky je na kraju zaključio da se ovladavanju jezikom treba pristupiti matematički na temelju sintaktičkih studija.

## Kao pojava tipična za ljude
Sposobnost usvajanja i uporabe jezika ključno je svojstvo po kojem se ljudi razlikuju od ostalih bića. Određena su jezična svojstva prisutna u svim ljudskim jezicima, a odsutna u oblicima životinjske komunikacije. Primjerice, brojne životinje međusobno komuniciraju upućujući na pojave u svojoj okolini, ali u takvoj vrsti komunikacije nema arbitrarnosti tipične za ljudske govore (drugim riječima, zvuk riječi „pas” ni po čemu ne upućuje na značenje te riječi). U ostalim oblicima životinjske komunikacije mogu se pojaviti arbitrarni zvukovi, no ne kombiniraju se na različite načine radi stvaranja posve novih poruka koje drugo biće može odmah razumjeti. Charles F. Hockett to je obilježje ljudskoga jezika nazvao „produktivnošću”. Za razumijevanje ljudskoga ovladavanja jezikom ključna je činjenica da ljudi nisu ograničeni brojem riječi te da su sposobni služiti se složenim sustavom koji omogućuje stvaranje neograničena broja mogućih poruka. Iako u životinjskome svijetu postoje razni oblici komunikacije, oni se razlikuju od ljudskoga jezika jer je u njima prisutan ograničen broj govornih znakova, a ti se znakovi sintaktički ne povezuju u fraze i rečenice.
Herbert S. Terrace u svojem je istraživanju čimpanzu poznatu kao Nim Chimpsky pokušao naučiti američki znakovni jezik. Time se nadovezao na prethodno istraživanje u kojem je sudjelovala čimpanza Washoe, koja je navodno uspjela usvojiti američki znakovni jezik. Međutim, nakon pomnijeg pregleda Terrace je zaključio da nijedan eksperiment nije bio uspješan. Iako je Nim uspio naučiti znakove, nikad nije usvojio gramatičko znanje i stoga nije mogao smisleno povezati znakove. Znanstvenici su primijetili da su „znakove, koji su se činili spontanima, zapravo poticali učitelji” i da to ustvari nije bila produktivnost. Kad je Terrace recenzirao Projekt Washoe, naišao je na slične rezultate. Pretpostavio je da se životinje i ljudi izrazito razlikuju kad je riječ o motivaciji za učenjem jezika; životinje, kao što je bio slučaj s Nimom, motivira samo opipljiva nagrada, a ljudi uče jezik kako bi „komunicirali na nov način”.
U drugom istraživanju o usvajanju jezika Jean-Marc-Gaspard Itard pokušao je Victora iz Aveyrona, divlje dijete, naučiti govoriti. Victor je uspio naučiti nekoliko riječi, ali naposljetku nikad nije posve ovladao jezikom. Nešto uspješnije istraživanje provedeno je nad Genie, još jednim djetetom koje nije odraslo u civilizaciji. Njezin ju je otac držao u potpunoj izolaciji prvih trinaest godina njezina života. Njezini su skrbnici i znanstvenici pokušali odrediti koliko može ovladati jezikom. Uspjela je steći velik vokabular, ali nikad nije ovladala gramatikom. Znanstvenici su na temelju toga zaključili da je teorija o kritičnom razdoblju istinita; Genie je bila prestara da bi naučila učinkovito govoriti iako je ipak mogla razumjeti jezik.

## Glavni pristupi
U opisu procesa ovladavanja jezikom teoretičari polemiziraju o tome kako djeca na temelju jezičnog unosa usvajaju jezik. Unos se u lingvističkom kontekstu odnosi na „[s]ve riječi, kontekste i ostale jezične oblike kojima je [osoba koja uči jezik] izložena povezane sa stečenim znanjem materinskog ili drugog jezika”. Nativisti poput Chomskog posvetili su se iznimno složenoj prirodi ljudske gramatike, ograničenosti i višesmislenosti unosa koji djeca dobivaju te relativno ograničenim dječjim kognitivnim sposobnostima. Na temelju tih obilježja zaključili su da procesom ovladavanja jezikom u djece čvrsto upravljaju biološka obilježja ljudskoga mozga. Tvrde da bi inače bilo iznimno teško objasniti kako djeca u prvih pet godina života rutinski ovladavaju složenim i uglavnom prešutnim gramatičkim pravilima svojega materinskog jezika. K tomu, sve neizravno upućuje na takva pravila u njihovu materinskom jeziku; govor odraslih djeci ne može obuhvatiti sve ono što djeca znaju kad usvoje materinski jezik.
Međutim, drugi su teoretičari odbacili mogućnost da je za usvajanje gramatike materinskoga jezika u djece potrebno bilo što drugo osim oblika učenja prisutnih u razvijanju drugih kognitivnih sposobnosti, među kojima su i motoričke sposobnosti koje se stječu kad osoba uči voziti bicikl. Preciznije rečeno, odbacili su mogućnost da u ljudskom biološkom sastavu postoji bilo kakav poseban sustav posvećen jeziku. Taj se sukob mišljenja često naziva raspravom o prirodi i odgoju (eng. „nature and nurture”). Doduše, brojni teoretičari ipak zaključuju da su za određena obilježja procesa ovladavanja jezikom zasigurno odgovorna specifična moždana „umreženost” („prirodni” dio, koji objašnjava zašto neljudske vrste ne mogu ovladati ljudskim jezikom), a da ostala oblikuje jezično okruženje u kojem osoba odrasta („odgojni” dio, koji objašnjava zašto ljudi koji žive u različitim društvima ovladavaju različitim jezicima). Još nije riješeno pitanje koliko se konkretne „prirodne” kognitivne sposobnosti rabe izvan jezika.

### Emergentizam
Prema emergentističkim teorijama poput natjecateljskoga modela Briana MacWhinneyja ovladavanje jezikom kognitivni je proces koji proizlazi iz međudjelovanja bioloških pritisaka i okruženja. Emergentisti tvrde da ni priroda ni odgoj ne mogu zasebno dovoljno potaknuti usvajanje jezika, tj. da samo zajedničkom ulogom omogućuju djeci da usvoje jezik. Zagovornici tih teorija smatraju da opći kognitivni procesi koriste procesu ovladavanja jezikom i da zahvaljujući njima nastaju pojave isključivo povezane s jezikom, npr. učenje riječi i usvajanje gramatike. Rezultati istraživanja potvrđuju pretpostavke tih teorija i pokazuju da je proces ovladavanja jezikom složeniji proces nego što se prije smatralo.

### Empirizam
Premda je teorija Noama Chomskog o generativnoj gramatici uvelike utjecala na lingvistiku od pedesetih godina 20. stoljeća, teoretičari kognitivne i funkcionalne lingvistike kritizirali su temeljne pretpostavke generativne teorije tvrdeći da uporaba jezika oblikuje jezičnu strukturu. Ti teoretičari tvrde i da je koncept uređaja za jezično usvajanje (eng. „language acquisition device” ili LAD) u teoriji Chomskoga nije usklađen s otkrićima evolucijske antropologije, prema kojima su se ljudski mozak i glasnice postupno prilagodili uporabi jezika i da nije riječ o iznenadnoj pojavi potpuna niza binarnih parametara koji određuju čitav spektar mogućih gramatika.
U teoriji generativne gramatike iznosi se i nekoliko koncepata (poput pomicanja, praznih kategorija, složenih temeljnih struktura i binarnih grananja) koji se ne mogu steći bez obzira na količinu jezičnog unosa. Budući da je jezik prema nativistima nepoučljivo složen, pobornici te teorije tvrde da su stoga ti koncepti urođeni. Nativisti zaključuju da su određena obilježja sintaktičkih kategorija prisutna u umu i prije nego što je dijete izloženo bilo kakvu iskustvu i da je riječ o kategorijama s kojima djeca povezuju riječi svojega jezika dok ga uče. Međutim, premda sve teorije o usvajanju jezika u određenoj mjeri uzimaju urođenost u obzir, razlikuju se po tome koliko važnim smatraju tu urođenu sposobnost za usvajanje jezika. U empirizmu se urođenu znanju pridaje manja važnost, a jezični unos uz opću se sposobnost učenja i sposobnost učenja pojedinog jezika smatra dovoljnim za usvajanje jezika.
Od 1980. lingvisti koji se bave dječjim usvajanjem jezika poput Melisse Bowerman i Asife Majid te psiholozi koji slijede Jeana Piageta poput Elizabeth Bates i Jean Mandler smatraju da je u proces ovladavanja jezikom uključeno mnogo procesa učenja te da je vjerojatno bilo pogrešno zanemariti ulogu učenja.
U naknadnim je raspravama o nativističkim pretpostavkama primat steklo pitanje jesu li urođene sposobnosti u djece određene pojedinim jezicima ili opće poput onih koje djeci omogućuju da vizualno pojme svijet oko sebe razlikujući predmete i djela. Protunativističkih je stavova mnogo, ali uglavnom se temelje na tome da jezik nastaje tijekom uporabe u društvenom kontekstu i da se pritom rabe mehanizmi za učenje koji tvore dio urođenih općih kognitivnih sposobnosti za učenje. Među najistaknutijim zagovornicima takva stava jesu David M. W. Powers, Elizabeth Bates, Catherine Snow, Anat Ninio, Brian MacWhinney, Michael Tomasello, Michael Ramscar i William O'Grady. Filozofi poput Fione Cowie, Barbare Scholz i Geoffreyja Pulluma također su se usprotivili određenim nativističkim tvrdnjama zalažući se za empirizam.
Kognitivna lingvistika nastala je kao reakcija na generativnu gramatiku Chomskoga i nativizam.

#### Statističko učenje
Pojedini teoretičari procesa ovladavanja jezikom poput Elisse Newport, Richarda Aslina i Jenny Saffran ističu da bi u usvajanju jezika ulogu mogli igrati opći mehanizmi za učenje, naročito statističko učenje. Razvoj konekcionističkih modela koji uspješno uče riječi i sintaktičke konvencije potvrđuje pretpostavke teorija o statističkom učenju u usvajanju jezika uz empirijska istraživanja nad dječjim uočavanjem granica među riječima. Nizom simulacija konekcionističkog modela Franklin Chang pokazao je da bi opći mehanizam statističkog učenja mogao objasniti brojne različite pojave u usvajanju jezične strukture.
Prema teoriji statističkoga učenja osobe se pri učenju jezika služe prirodnim statističkim obilježjima jezika (npr. u rasporedu zvukova, riječima i prvim gramatičkim obrascima). Drugim riječima, osobe koje uče jezik primjećuju koliko se često određeni slogovi ili određene riječi pojavljuju u usporedbi s drugim slogovima. Djeca od 21 mjeseca do 23 mjeseca starosti također se služe statističkim učenjem kako bi razvila „leksičke kategorije” poput kategorije životinja, s kojom naknadno povezuju nove riječi koje pripadaju istoj kategoriji. Prema tim nalazima može se zaključiti da je rano iskustvo slušanja jezika od prijeke važnosti za usvajanje vokabulara.
Statističke sposobnosti učinkovite su, ali i ograničene onim što se smatra jezičnim unosom, što se tim unosom čini i strukturom ostvaraja koji proizlazi iz toga. Statističko učenje (ili, u širem smislu, distribucijsko učenje) teoretičari s obiju strana rasprave o prirodi i odgoju mogu prihvatiti kao dio procesa ovladavanja jezikom, no s gledišta te rasprave važno je pitanje može li statističko učenje samo po sebi biti alternativa nativističkim objašnjenjima za gramatička ograničenja ljudskoga jezika.

#### Jezični odsječci
Te se teorije temelje na postavci da se jezične sposobnosti razvijaju postupnim usvajanjem značenjskih odlomaka koji sadrže osnovne sastavnice, među kojima su riječi, fonemi ili slogovi. Stručnjaci su s pomoću toga pristupa uspješno simulirali nekoliko pojava prisutnih u usvajanju sintaktičkih kategorija i fonološkoga znanja.
Teorije o jezičnim odsječcima povezane su s teorijama o statističkome učenju na temelju zaključka da jezični unos igra ključnu ulogu u ovladavanju jezikom, no razilaze se u mehanizmima učenja koje navode.
Istraživači Instituta Maxa Plancka za evolucijsku antropologiju osmislili su računalni model koji analizira rane razgovore beba kako bi predvidio strukturu njihovih naknadnih razgovora. Rezultati su pokazali da se bebe služe vlastitim pravilima u govoru, tj. „utorima” u koje ubacuju određene vrste riječi. Važan zaključak tog istraživanja jest da se na temelju pravila analiziranih u govoru beba bolje mogu predvidjeti naknadne govorne strukture nego na temelju tradicionalnih gramatika.
Prema tom se pristupu modeli izgrađuju računalnim programima, što omogućuje donošenje jasnijih kvantitativnih pretpostavki. Ti modeli uče na temelju prirodnih jezičnih unosa, tj. stvarnih izjava upućenih djeci. Prema rezultatima učenje na temelju jezičnih odlomaka bilo je učinkovitije u ovladavanju materinskim jezikom nego u učenju drugoga jezika.

### Teorija relacijskih odnosa
Teorija relacijskih odnosa navodi selekcijska objašnjenja o nastanku jezičnih sposobnosti, njihovu razvoju i složenosti. Na temelju Skinnerova biheviorizma zagovornici te teorije tvrde da djeca ovladavaju jezikom isključivo interakcijom sa svojom okolinom. Teoretičari su u područje učenja jezika uveli i koncept funkcijskog kontekstualizma, koji ističe važnost predviđanja psiholoških zbivanja (npr. misli, osjećaja i ponašanja) i utjecanja na njih na temelju varijabli kojima se može upravljati u odgovarajućem kontekstu. Teorija relacijskih odnosa odvaja se od Skinnerova rada po posebnoj vrsti operantnog uvjetovanja poznatoj kao izvedena relacijska reakcija, što je proces učenja koji se odvija samo u ljudima sposobnim za jezičnu komunikaciju. Prema empirijskim istraživanjima koja podupiru pretpostavke te teorije, djeca ovladavaju jezikom koristeći se sustavom urođenih poticaja, na temelju čega teoretičari osporavaju stajalište da se ovladavanje jezikom temelji na urođenim kognitivnim sposobnostima specijaliziranim za jezik.

### Socijalni interakcionizam
U teoriji socijalnoga interakcionizma jezični se razvoj objašnjava isticanjem uloge društvene interakcije djeteta u razvoju i odraslih osoba. Uglavnom se temelji na sociokulturnim teorijama sovjetskog psihologa Lava Vigotskoga, a popularizirao ju je Jerome Bruner.
Za razliku od ostalih pristupa ističe ulogu povratnih informacija i poticaja u ovladavanju jezikom. Tvrdi da jezični razvoj u djece uglavnom potiču oponašanje roditelja i ostalih odraslih osoba te interakcije s njima, u kojima ih odrasli vrlo često ispravljaju. Ta je teorija stoga donekle slična biheviorističkim teorijama o usvajanju jezika, no od njih se ipak razlikuje jer pretpostavlja da u djeci postoje socijalno-kognitivni model i ostale mentalne strukture (što je velika razlika u odnosu na pristup „crne kutije” prisutna u klasičnom behaviorizmu).
U teoriji socijalnog interakcionizma ključan je i pojam zone proksimalnoga razvoja. Riječ je o teorijskom konstruktu koji određuje niz zadataka koje dijete može riješiti uz tuđu pomoć, ali ne i samostalno. Kad je riječ o jeziku, odnosi se na niz jezičnih zadataka (npr. pravilnu sintaksu ili uporabu primjerena vokabulara) koje dijete u određenom razdoblju ne može izvršiti samostalno, ali može ih naučiti izvršiti uz pomoć sposobne odrasle osobe.

### Sintaksa, morfologija i generativna gramatika
Kako se početkom 20. stoljeća temeljitije počela proučavati sintaksa u procesu ovladavanja jezikom, lingvistima, psiholozima i filozofima postalo je jasno da se jezik ne svodi samo na povezivanje riječi s konceptima nego i da je iznimno važan jezični čimbenik povezivanje riječi u niz. Za uspješnu su komunikaciju uglavnom nužne rečenice, a ne samo riječi. Dijete se služi kraćim izrazima poput „Bok, mama”, spojevima pojedinačnih imenica i operatora, prije nego što postupno počne izgovarati sve složenije rečenice. U devedesetim godinama 20. stoljeća u okviru načela i parametara generativne gramatike nastao je model izgradnje strukture dječjega jezika, koji se odnosi na ovladavanje funkcijskim kategorijama. Djeca prema tom modelu postupno oblikuju sve složenije strukture, a leksičke kategorije (poput imenica i glagola) usvajaju prije funkcijsko-sintaktičkih kategorija (poput determinatora i dopunjivača). Kad je primjerice riječ o učenju nepravilnih glagola u engleskome jeziku, djeca prvo nauče perfektivne oblike za svaki glagol zasebno. Međutim, kad naknadno usvoje „pravilo”, npr. da se glagolima treba dodati sufiks -ed kako bi odredila prošlu radnju, povremeno ga pogrešno primijene i na glagole koji standardno poprimaju drukčiji oblik pri izražavanju prošle radnje (npr. „runned” umjesto „ran” ili „hitted” umjesto „hit”). Prema jednoj pretpostavci o nastanku takvih pogrešaka um odrasle osobe pamti sve nepravilne glagole i „blokira” uporabu uobičajena pravila za stvaranje perfektivnih oblika kad je riječ o takvim glagolima. Djeca, kojoj se umovi još razvijaju, katkad ne uspiju „blokirati” uporabu tog pravila, zbog čega pogrešno primjenjuju uobičajeno pravilo umjesto da se prisjete nepravilna oblika.

### Komparativna metoda međujezičnoga istraživanja
Komparativna metoda međujezičnoga istraživanja temelji se na komparativnoj metodi povijesne lingvistike i primjenjuje se u psiholingvističkim istraživanjima. U povijesnoj lingvistici komparativna metoda rabi se za uspoređivanje povijesno srodnih jezika radi rekonstrukcije prajezika i proučavanja povijesti svakog jezika kćeri. Komparativna metoda može se primijeniti i u istraživanju usvajanja jezika usporedbom povijesno srodnih jezika potomaka. Povijesne veze unutar svake jezične porodice pomažu daljnjem istraživanju. Kad je riječ o indoeuropskim jezicima, komparativnom metodom prvo se uspoređuje usvajanje jezika unutar slavenske, keltske, germanske, romanske i indoiranske grane, a zatim se prelazi na općenitije usporedbe među granama.
Ta metoda omogućuje opsežno skupljanje skupova podataka o svakom jeziku. Opisi prozodije i fonologije svakoga jezika pridonose analizi morfologije i leksika, čije analize pak pridonose analizi sintakse i razgovornih stilova. Podaci o prozodijskoj strukturi jednoga jezika pomažu u istraživanju prozodije srodnih jezika i obratno.
Govornici povijesno srodnih jezika uglavnom dijele kulturu koju obilježavaju sličan način života i odgoj djece. Fonologija i morfologija slične su među povijesno srodnim jezicima i slično utječu na ran leksički i sintaktički razvoj. Komparativna metoda pretpostavlja da će djeca koja usvajaju povijesno srodne jezike pokazivati slične obrasce jezičnoga razvoja, a ti zajednički obrasci možda se neće iskazivati među govornicima povijesno nesrodnih jezika. Usvajanje nizozemskoga bit će slično usvajanju njemačkoga, ali ne i totonačkoga ili havajskoga.

## Jezično usvajanje i mozak
Naprednija tehnologija u funkcijskom oslikavanju mozga omogućuje bolji uvid u to kako se usvajanje jezika odvija u mozgu. Usvajanje jezika gotovo se uvijek odvija među djecom dok im se volumen mozga ubrzano povećava. U tom trenutku razvoja dijete u mozgu ima više neuronskih veza nego u odrasloj dobi, zbog čega dijete može naučiti više novih stvari u toj dobi nego u bilo kojem drugom dijelu života.

### Osjetljivo razdoblje
Proces usvajanja jezika proučava se iz perspektive razvojne psihologije i neuroznanosti. Empirijskim istraživanjem provedenim nad djecom koja su se normalno razvijala, ali i nad djecom koja su lišena jezika, utvrđeno je da postoji „osjetljivo razdoblje” za usvajanje jezika tijekom kojeg djeca mogu naučiti bilo koji jezik. Pojedini su istraživači otkrili da do šest mjeseci starosti djeca mogu razlikovati sve jezike po fonološkim suprotnostima. Stručnjaci vjeruju da zbog toga djeca mogu usvojiti jezik koji se govori oko njih. Nakon toga dijete raspoznaje samo foneme koji su tipični za jezik koji uči. Smanjena fonemska osjetljivost omogućuje djeci da izgrađuju kategorije fonema te prepoznaju naglasne obrasce i kombinacije zvukova tipične za jezik koji usvajaju. Prema modelima osjetljivog ili kritičnog razdoblja dob u kojoj se dijete počne služiti jezikom pomaže predvidjeti koliko će se dobro moći služiti jezikom u kasnijoj dobi. Međutim, možda postoji dob nakon koje tečna i prirodna uporaba jezika više nije moguća; Penfield i Roberts (1959.) tvrde da osjetljivo razdoblje završava kad dijete navrši devet godina. Ljudski je mozak možda prirodno oblikovan za učenje jezika, ali ta se sposobnost u odrasloj dobi ne iskazuje na jednakoj razini kao u djetinjstvu. Do 12. godine usvajanje jezika već postaje teže naučiti jezik poput djeteta koje usvaja materinski jezik. Gluha djeca također prolaze kroz kritično razdoblje za usvajanje jezika. Kad takva djeca svoj prvi jezik usvoje u kasnijoj dobi, teže se služe složenijim dijelovima gramatike.
Uz pretpostavku da su djeca izložena jeziku za kritičnog razdoblja, kognitivno normalna djeca gotovo uvijek uspiju usvojiti jezik. Ljudima je učenje jezika toliko prirođena aktivnost da je gotovo nemoguće ne naučiti jezik. Istraživači ne mogu ispitati učinke osjetljivog razdoblja na usvajanje jezika jer ne bi bilo etično lišiti djecu jezika do završetka tog razdoblja. Međutim, studije o zlostavljanoj djeci lišenoj jezika pokazuju da su iznimno ograničena kad je riječ o jezičnim vještinama i nakon poučavanja.
U vrlo ranoj dobi djeca mogu razlikovati različite zvukove, ali ih još ne mogu proizvesti. U najranijoj dobi djeca počinju brbljati. Gluhe bebe brbljaju u jednakim obrascima kao i bebe koje čuju, što pokazuje da brbljanje ne nastaje samo na temelju oponašanja određenih zvukova nego i da je prirodan dio jezičnog razvoja. Međutim, gluhe bebe nerijetko brbljaju rjeđe od beba koje čuju, a počinju brbljati i u kasnijem dijelu ranog djetinjstva: otprilike s navršenih 11 mjeseci života (bebe koje čuju uglavnom počinju brbljati s navršenih šest mjeseci života).
Jezične sposobnosti prije usvajanja jezika uočene su i prije ranoga djetinjstva. U raznim studijama istraživali su se različiti oblici usvajanja jezika prije rođenja. Jezično usvajanje među fetusima počelo se istraživati krajem osamdesetih godina 20. stoljeća, kad je nekoliko istraživača zasebno otkrilo da vrlo mlade bebe mogu razlikovati svoj materinski jezik od drugih jezika. U istraživanju Mehlera i dr. pokazalo se da djeca stara tek četiri dana mogu razlikovati iskaze na materinskom jeziku od onih na nepoznatom jeziku, ali da ne mogu razlikovati dva jezika ako im nijedan nije materinski. Ti podaci pokazuju da postoje načini na koji djeca u maternici uče s pomoću sluha, a drugi istraživači pronašli su dodatne dokaze povezane s ponašanjem koji to potvrđuju, npr. kad fetus čuje poznate melodije (Hepper, 1988.), dijelove priča (DeCasper i Spence, 1986.), majčin glas (Kisilevsky, 2003.) itd.
Prozodija je obilježje govora kojim se iskazuje emocionalna obojenost iskaza i određena vrsta govora, npr. pitanje, izjava ili naredba. Pojedini stručnjaci koji se bave razvojnom neuroznanošću tvrde da mehanizmi za učenje s pomoću sluha među fetusima nastaju samo na temelju razlikovanja prozodijskih elemenata. Premda takva tvrdnja stoji s gledišta evolucijske psihologije (tj. prepoznavanje te razlikovanje majčina glasa i poznatog jezika od emocionalno valentnih podražaja), pojedini teoretičari smatraju da u takvu učenju ulogu ne igra samo prozodijsko prepoznavanje. U novijim istraživanjima pokazalo se da fetusi ne reagiraju samo na materinski jezik drukčije nego na ostale jezike nego i da različito reagiraju i precizno razlikuju samoglasnike u materinskom i nematerinskom jeziku.

## Usvajanje vokabulara
Usvajanje nove riječi, odnosno sposobnost izgovaranja riječi i upotrebe te riječi u primjerenim okolnostima ovisi o različitim čimbenicima. Prije svega, osoba mora biti sposobna čuti ono što pokušava izgovoriti. Također mora biti sposobna oponašati riječi drugih osoba. Djeci sa smanjenom sposobnošću ponavljanja nepostojećih riječi (što je jedna od naznaka sposobnosti ponavljanja govora) sporije se povećava vokabular nego djeci s tom sposobnošću na normalnoj razini. Predloženo je nekoliko računalnih modela usvajanja vokabulara. Razna su istraživanja pokazala da je veličina djetetova vokabulara do 24 mjeseca starosti usklađena s njegovim budućim razvojem i jezičnim vještinama.
Dodatna dva ključna čimbenika za usvajanje vokabulara jesu segmentacija riječi i statističko učenje. Segmentacija riječi ili sposobnost razlamanja riječi na slogove iz tečnoga govora stječu djeca stara osam mjeseci. Kad navrše 17 mjeseci, sposobna su povezati značenje s razlomljenim riječima.
Novija istraživanja pokazuju i da motoričke vještine i iskustva mogu utjecati na usvajanje riječi u ranome djetinjstvu. Primjerice, ako djeca samostalno nauče sjediti između tri mjeseca i pet mjeseci starosti, to pokazuje da će početi usvajati vokabular između deset i četrnaest mjeseci starosti, a samostalno razvijena sposobnost hodanja usklađena je s jezičnim vještinama između deset i četrnaest mjeseci starosti. Ti podaci pokazuju da je usvajanje jezika proces na koji utječu dječje općenite motoričke sposobnosti i razvoj. Studije su pokazale i da postoji poveznica između socioekonomskog statusa i usvajanja vokabulara.

## Značenje
Djeca u prosjeku nauče deset do petnaest novih značenja riječi, ali samo jedno značenje može se pripisati izravnom poučavanju. Preostalih devet ili četrnaest značenja usvajaju se na drukčiji način. Pretpostavlja se da djeca usvajaju ta značenja zahvaljujući procesima čiju je strukturu odredila latentno-semantička analiza. Drugim riječima, kad naiđu na nepoznatu riječ, djeca se služe podacima iz konteksta kako bi ugrubo odredila točno značenje. Dijete može proširiti značenje i uporabu pojedinih riječi koje već tvore dio njegova mentalnog leksika kako bi imenovalo sve što je nekako povezano, ali za što ne zna točnu riječ. Primjerice, dijete može proširiti značenje riječi mama i tata kako bi odredilo sve što pripada njegovoj majci ili ocu ili bilo kojoj osobi koja sliči njegovim roditeljima. Također može reći kiša, a da pritom namjerava reći ne želim van.
Postoji i mogućnost da se djeca služe heuristikom kako bi pravilno odredila značenja riječi. Markman i dr. zaključuju da djeca pretpostavljaju kako se riječi odnose na predmete sličnih osobina („krava” i „svinja” vjerojatno su „životinje”) umjesto na predmete koji su tematski povezani (i „krava” i „mlijeko” vjerojatno nisu „životinje”). Čini se da se djeca drže i pretpostavke o cijelim predmetima, tj. da se nova oznaka odnosi na cijeli predmet umjesto na neki njegov dio. Ta pretpostavka uz gramatičke i morfološke poticaje ili leksička ograničenja može pomoći djeci u usvajanju značenja riječi, ali zaključci utemeljeni na takvim temeljima katkad nisu usklađeni.

## Genetička i neurokognitivna istraživanja
Prema određenim lingvistima neurokognitivna istraživanja utvrdila su brojne standarde povezane s učenjem jezika. Između ostalog „učenje zaokuplja cijelu osobu (njezine kognitivne, afektivne i psihomotoričke domene); ljudski mozak traži obrasce u potrazi za značenjem; osjećaji utječu na sve strane učenja, pamćenja i prisjećanja; prošlo iskustvo uvijek utječe na novo učenje; radno (kratko) pamćenje mozga ograničena je kapaciteta; ishod predavanja uglavnom je najniža razina pamćenja; ponavljanje je ključno za pamćenje; [sama] vježba ne čini majstora; svaki je mozak jedinstven”. Što se tiče genetike, gen ROBO1 povezuje se s cjelovitošću ili veličinom prostora za kratkoročno pamćenje fonoloških podataka.
Genetička istraživanja izdvojila su dva glavna čimbenika koji predviđaju uspješno usvajanje jezika. Riječ je o naslijeđenoj inteligenciji i manjku genskih anomalija koje izazivaju patološke pojave u govoru, npr. mutacije gena FOXP2 koje izazivaju verbalnu dispraksiju. Uloga naslijeđene inteligencije povećava se kako osoba stari; pokriva 20 % varijacija u kvocijentu inteligencije među novorođenčadi i 60 % među odraslim osobama. Utječe na brojne različite sposobnosti povezane s jezikom: od prostorno-motoričkih vještina do tečnosti u pisanju. U područjima kao što su lingvistika, filozofija, psihologija i genetika vodile su se polemike o tome je li jezik posve ili uglavnom prirođen, ali dokazi prikupljeni u istraživanjima pokazuju da genetički čimbenici funkcioniraju samo u interakciji s okolišnim.
Premda je bez invazivnih mjera teško utvrditi koji su točno dijelovi mozga najaktivniji i najvažniji u usvajanju jezika, uređaji za funkcijsku magnetsku rezonanciju i pozitronsku emisijsku tomografiju olakšavaju donošenje zaključaka o tome gdje bi jezik mogao biti smješten. Kuniyoshi Sakai zaključio je, na temelju nekoliko studija povezanih s oslikavanjem mozga, da se u mozgu nalazi „centar za gramatiku”, s tim da se jezik primarno obrađuje u lijevoj bočnoj predmotoričkoj kori (nalazi se blizu precentralne brazde i donje prednje brazde). Te su studije također pokazale da se usvajanje prvoga i drugoga jezika različito odvijaju u moždanoj kori.
U vrlo ranu djetinjstvu jezik se obrađuje u različitim područjima u mozgu. Međutim, s vremenom se postupno obrađuje u dvama područjima – Brocinu i Wernickeovu području. Brocino područje nalazi se na lijevoj strani čeonog režnja i uglavnom je odgovorno za proizvodnju obrazaca u govorenom i znakovnom jeziku. Wernickeovo područje nalazi se u lijevom čeonom režnju i uglavnom je odgovorno za razumijevanje jezika. Bilo kakvo oštećenje tih područja može izazvati afaziju.